# Tierras de leyenda
Tierras de leyenda es el tercer álbum de estudio del grupo español de heavy metal Tierra Santa, el cual está compuesto de 11 canciones y salió a la venta en 2000.
Fue grabado por Javier y Juanan San Martín en los estudios de Sonido XXI de Navarra. El disco está inspirado mayormente por historias medievales, como por ejemplo «Tierras de leyenda», que habla de la historia del unicornio. También se encuentra en este disco «La canción del pirata» del poeta español José de Espronceda, también está «La torre de Babel» canción que hace mención a la mítica edificación mencionada en la Biblia, de igual manera «Sodoma y Gomorra» que según la Biblia, fueron dos ciudades destruidas por Dios por sus pecados. «La caja de Pandora» es un mito de la mitología griega

## Lista de canciones
1. «La tormenta» - 1:10
2. «Tierras de leyenda» - 4:02
3. «Sodoma y Gomorra» - 3:30
4. «La canción del pirata I» - 3:50
5. «La canción del pirata II» - 3:12
6. «El secreto del Faraón» - 2:30
7. «La momia» - 5:25
8. «La torre de Babel» - 3:36
9. «Una juventud perdida» - 6:40
10. «La caja de Pandora» - 5:50
11. «El caballo de Troya» - 3:30

## Formación
- Ángel San Juan: voz y guitarra
- Arturo Morras: guitarra y coros
- Roberto Gonzalo: bajo y coros
- Iñaki Fernández: batería
- Paco: teclados